# Gran Premi d'Espanya del 1979
Resultats del Gran Premi d'Espanya de Fórmula 1 de la temporada 1979 disputat al circuit del Jarama el 29 d'abril del 1979.

## Classificació
| Pos | No | Pilot                  | Equip                | Voltes | Temps/ Retirada | Pos. de sortida | Punts |
| --- | -- | ---------------------- | -------------------- | ------ | --------------- | --------------- | ----- |
| 1   | 25 | Patrick Depailler      | Ligier - Ford        | 75     | 1h 39' 11. 84   | 2               | 9     |
| 2   | 2  | Carlos Reutemann       | Lotus - Ford         | 75     | + 20.94 s       | 8               | 6     |
| 3   | 1  | Mario Andretti         | Lotus - Ford         | 75     | + 27.31 s       | 4               | 4     |
| 4   | 11 | Jody Scheckter         | Ferrari              | 75     | + 28.68 s       | 5               | 3     |
| 5   | 4  | Jean-Pierre Jarier     | Tyrrell - Ford       | 75     | + 30.39 s       | 12              | 2     |
| 6   | 3  | Didier Pironi          | Tyrrell - Ford       | 75     | + 48.43 s       | 10              | 1     |
| 7   | 12 | Gilles Villeneuve      | Ferrari              | 75     | + 52.31 s       | 3               |       |
| 8   | 30 | Jochen Mass            | Arrows - Ford        | 75     | + 1' 14.84 min. | 17              |       |
| 9   | 16 | René Arnoux            | Renault              | 74     | + 1 Volta       | 11              |       |
| 10  | 29 | Riccardo Patrese       | Arrows - Ford        | 74     | + 1 Volta       | 16              |       |
| 11  | 14 | Emerson Fittipaldi     | Fittipaldi - Ford    | 74     | + 1 Volta       | 19              |       |
| 12  | 17 | Jan Lammers            | Shadow - Ford        | 73     | + 2 Voltes      | 24              |       |
| 13  | 8  | Patrick Tambay         | McLaren - Ford       | 72     | + 3 Voltes      | 20              |       |
| 14  | 9  | Hans Joachim Stuck     | ATS-Ford             | 69     | + 6 Voltes      | 21              |       |
| Ret | 5  | Niki Lauda             | Brabham - Alfa Romeo | 63     | Pèrdua d'aigua  | 6               |       |
| Ret | 31 | Hector Rebaque         | Lotus - Ford         | 58     | Motor           | 23              |       |
| Ret | 27 | Alan Jones             | Williams - Ford      | 54     | Caixa canvi     | 13              |       |
| Ret | 18 | Elio de Angelis        | Shadow - Ford        | 52     | Motor           | 22              |       |
| Ret | 28 | Clay Regazzoni         | Williams - Ford      | 32     | Motor           | 14              |       |
| Ret | 20 | James Hunt             | Wolf - Ford          | 26     | Frens           | 15              |       |
| Ret | 15 | Jean-Pierre Jabouille  | Renault              | 21     | Turbo           | 9               |       |
| Ret | 7  | John Watson            | McLaren - Ford       | 21     | Motor           | 18              |       |
| Ret | 26 | Jacques Laffite        | Ligier - Ford        | 15     | Motor           | 1               |       |
| Ret | 6  | Nelson Piquet          | Brabham - Alfa Romeo | 15     | Injecció        | 7               |       |
| NVQ | 22 | Derek Daly             | Ensign - Ford        |        |                 |                 |       |
| NVQ | 24 | Arturo Merzario        | Merzario - Ford      |        |                 |                 |       |
| NVQ | 36 | Gianfranco Brancatelli | Kauhsen - Ford       |        |                 |                 |       |

## Altres
- Pole : Jacques Laffite 1' 14. 50

- Volta ràpida: Gilles Villeneuve 1' 16. 44 (a la volta 72)